# Người Lokoya
Người Lokoya là một dân tộc thiểu số với khoảng 30.000 người sống ở bang Đông Equatoria, Nam Sudan.